# 5 octobre en sport
5 septembre 5 novembre
Chronologies thématiques
- Croisades
- Ferroviaires
- Disney

Le 5 octobre (278e jour de l'année ou le 279e en cas d'année bissextile) en sport.

## Événements

### XIXesiècle
- 1878 :
  - (Football) : Preston North End FC dispute son premier match de football au Deepdale Stadium et le perd sur le score d’un but à zéro contre Eagley FC.
- 1885 : 
  - (Baseball /American Association) : 4e édition aux États-Unis du championnat de baseball de l'American Association. Les St. Louis Browns s’imposent avec 79 victoires et 33 défaites.
- 1887 : 
  - (Tennis /Grand Chelem) : en finale de la 7e édition du Championnat national de tennis des États-Unis dames, victoire de l'Américaine Ellen Hansell qui s'impose face à sa compatriote Laura Knight 6-1, 6-0. Sur le double mixte, victoire de L. Stokes et de son compatriote Joseph Clark face à Laura Knight associé à E. D. Faries 7-5, 6-4.
- 1889 : 
  - (Baseball /Ligue nationale) : 14e édition aux É.-U. du championnat de baseball de la Ligue nationale. Les New York Giants s’imposent avec 83 victoires et 43 défaites.

### XXesièclede1901à1950
- 1912 : 
  - (Sport automobile) : Grand Prix automobile des États-Unis.

### XXesièclede1951à2000
- 1951 :
  - (Jeux méditerranéens) : ouverture de la première édition des Jeux méditerranéens à Alexandrie (Égypte).
- 1964 :
  - (Automobile) : à Bonneville Salt Flats, Tom Green établit un nouveau record de vitesse terrestre : 664,979 km/h.
- 1969 :
  - (Formule 1) : Grand Prix automobile des États-Unis.
- 1974 :
  - (Rallye automobile) : arrivée du Rallye Sanremo.
- 1975 :
  - (Formule 1) : Grand Prix automobile des États-Unis.
- 1980 :
  - (Formule 1) : Grand Prix automobile de la côte Est des États-Unis.

### XXIesiècle
- 2007
  - (Escrime) : lors des championnats du monde à Saint-Pétersbourg (Russie), la France obtient deux médailles d'or dans les épreuves par équipe : au sabre féminin l'équipe de France — composée d'Anne-Lise Touya, Léonore Perrus, Carole Vergne et Cécile Argiolas — bat l'équipe nationale d'Ukraine et au fleuret masculin, Erwann Le Péchoux, Brice Guyart, Marcel Marcilloux et Nicolas Beaudan battent en finale l'équipe nationale d'Allemagne.
- 2020 :
  - (Cyclisme sur route /Tour d'Italie) : sur la 3e étape du Tour d'Italie qui se déroule entre Enna et l'Etna, sur une distance de 150 km, victoire de l'Équatorien Jonathan Caicedo. Le Portugais João Almeida prend le maillot rose.

## Naissances

### XIXesiècle
- 1854 :
  - John Wylie, footballeur anglais. (1 sélection en équipe nationale). († 30 juillet 1924).
- 1865 :
  - James Kelly, footballeur puis dirigeant de football écossais. (8 sélections en équipe nationale). († 20 février 1932).
- 1873 :
  - Lucien Mérignac, fleurettiste français. Champion olympique du fleuret maître d'armes aux Jeux de Paris 1900. († 1er mars 1941).
- 1881 :
  - Robert Stangland, athlète de sauts américain. Médaillé de bronze de la longueur et du triple saut aux Jeux de Saint-Louis 1904. († 15 décembre 1963).
- 1887 :
  - Nils Middelboe, footballeur puis entraîneur et arbitre ainsi qu'athlète de demi-fond et de saut danois. Médaillé d'argent aux Jeux de Londres 1908 et aux Jeux de Stockholm 1912. (15 sélections en équipe nationale). († 21 septembre 1976).
- 1889 :
  - Jim Bagby, Sr., joueur de baseball américain. († 28 juillet 1954).
- 1894 :
  - Bevil Rudd, athlète de sprint et de demi-fond sud-africain. Champion olympique du 400m, médaillé d'argent du relais 4×400m et de bronze du 800m aux Jeux d'Anvers 1920. († 20 février 1932).

### XXesièclede1901à1950
- 1901 :
  - Albert Edward Cooke, joueur de rugby à XV néo-zélandais. (8 sélections en équipe nationale). († 29 septembre 1977).
- 1905 :
  - Óscar Bonfiglio, footballeur puis entraîneur mexicain. (4 sélections en équipe nationale). († 4 novembre 1987).
- 1909 :
  - Tony Malinosky, joueur de baseball américain. († 8 février 2011).
- 1919 :
  - Alfred Gérard, footballeur français. († 24 décembre 1986).
- 1922 :
  - José Froilán González, pilote F1 et de courses automobile d'endurance argentin. (2 victoires en Grand prix). Vainqueur des 24 Heures du Mans 1954. († 15 juin 2013).
  - Jock Stein, footballeur puis entraîneur écossais. Vainqueur de la Coupe des clubs champions 1967. Sélectionneur de l'équipe d'Écosse en 1965 et de 1978 à 1985. († 10 septembre 1985).
- 1923 :
  - Albert Gudmundsson, footballeur puis dirigeant de football et ensuite homme politique islandais. (6 sélections en équipe nationale). († 7 avril 1994).
- 1924 :
  - Nello Lauredi, cycliste sur route italien puis français. († 8 avril 2001).
- 1929 :
  - Bill Wirtz, dirigeant de hockey sur glace américain. († 26 septembre 2007).
- 1932 :
  - Dean Prentice, hockeyeur sur glace puis entraîneur canadien. († 2 novembre 2019).
- 1935 :
  - Laurent Robuschi, footballeur puis entraîneur français. (5 sélections en équipe de France).
- 1937 :
  - Barry Switzer, joueur de foot U.S. américain.
- 1938 :
  - Edgardo Ocampo, basketteur puis entraîneur philippin.
- 1940 :
  - Rein Aun, athlète d'épreuves combinées soviétique puis estonien. Médaillé d'argent du décathlon aux Jeux de Tokyo 1964. († 11 mars 1995).
- 1943 :
  - Horst Queck, sauteur à ski allemand.
- 1946 :
  - Bernard Lech, footballeur français.
  - Jean Perron, entraîneur de hockey sur glace puis consultant TV canadien.
- 1947 :
  - Sergueï Mikhaliov, hockeyeur sur glace puis entraîneur soviétique puis russe. († 21 avril 2015).
- 1948 :
  - Joseph Bruyère, cycliste sur route belge. Vainqueur des Liège-Bastogne-Liège 1976 et 1978.
- 1949 :
  - Klaus Ludwig, pilote de courses automobile d'endurance allemand.

### XXesièclede1951à2000
- 1953 :
  - Roy Laidlaw, joueur de rugby à XV écossais. Vainqueur du Grand Chelem 1984. (47 sélections en équipe nationale).
  - Pierre de Thoisy, pilote de courses automobile français.
- 1957 :
  - Philippe Houvion, athlète de saut à la perche français. Détenteur du Record du monde du saut à la perche du 17 juillet 1980 au 20 juillet 1980.
- 1958 :
  - Kenny Natt, joueur et entraîneur de basket-ball américain.
- 1960 :
  - Pierre Jacky, footballeur puis entraîneur et joueur de futsal puis entraîneur français. Sélectionneur de l'équipe des Comores de football en 1985 et de l'équipe de France de futsal depuis 2004.
- 1961 :
  - Jean-Luc Buisine, footballeur puis dirigeant sportif français.
- 1962 :
  - Michael Andretti, pilote de F1 américain.
- 1963 :
  - Laura Davies, golfeuse anglaise. Victorieuse de l'US Open 1987, des LPGA Championship 1994 et 1996 et de l'Open du Canada 1996.
  - Franck Proffit, navigateur français. Vainqueur des Transat Jacques-Vabre 1999 et 2003.
- 1964 :
  - Letitia Vriesde, athlète de demi-fond surinamaise.
- 1965 :
  - Mario Lemieux, hockeyeur sur glace puis dirigeant sportif canadien. Champion olympique aux Jeux de Salt Lake City 2002. Président des Penguins de Pittsburgh.
  - Patrick Roy, hockeyeur sur glace puis entraîneur canadien.
- 1966 :
  - Inessa Kravets, athlète de sauts ukrainienne. Médaillée d'argent de la longueur aux Jeux de Barcelone 1992 puis championne olympique du triple saut aux Jeux d'Atlanta 1996. Championne du monde d'athlétisme du triple saut 1995. Détentrice du Record du monde du Triple saut du 10 juin 1991 au 21 août 1993 et depuis le 10 août 1995.
- 1967 :
  - Dorian West, joueur de rugby à XV puis entraîneur anglais. Champion du monde de rugby à XV 2003. Vainqueur des Coupe d'Europe de rugby à XV 2001 et 2002. Entraîneur des équipes victorieuse des Challenge européen 2009 et 2014.
- 1968 :
  - Curt Miller, basketteur américain.
- 1970 :
  - Nicolas Fontaine, skieur acrobatique canadien.
  - Elie Mechantaf, basketteur libanais. Vainqueur des Coupe d'Asie des clubs champions 1999, 2000 et 2004.
- 1971 :
  - Carlos Espínola, véliplanchiste et skipper argentin. Médaillé d'argent de planche à voile aux Jeux d'Atlanta 1996 et aux Jeux de Sydney 2000 puis médaillée de bronze du tornado mixte aux Jeux d'Athènes 2004 et aux Jeux de Pékin 2008.
  - Derrick Sharp, basketteur américain puis israélien.
- 1972 :
  - Grant Hill, basketteur américain. Champion olympique aux Jeux d'Atlanta 1996. (13 sélections en équipe nationale).
  - Warwara Zelenskaja, skieuse alpine russe.
- 1974 :
  - Robert Mateja, sauteur à ski polonais.
- 1975 :
  - Dianbobo Baldé, footballeur guinéen. (51 sélections en équipe nationale).
- 1977 :
  - Vincent Parisi, champion du monde de ju-jitsu combat.
- 1979 :
  - Will McDonald, basketteur américano-espagnol.
  - Lukáš Zelenka, footballeur tchèque. (3 sélections en équipe nationale).
- 1980 :
  - Anthony Lecointe, footballeur français.
  - Pascal Papé, joueur de rugby à XV français. Vainqueur des Grand Chelem 2004 et 2010, des Tournois des Six Nations 2006 et 2007 puis du Challenge européen 2017. (65 sélections en équipe de France).
  - Yuta Tabuse, basketteur japonais.
- 1982 :
  - Shawn Germain, hockeyeur sur glace canadien.
  - Yannick Kamanan, footballeur français.
- 1983 :
  - Florian Mayer, joueur de tennis allemand.
- 1984 :
  - Clint Jones, sauteur à ski américain.
- 1986 :
  - Rui Costa, cycliste sur route portugais. Champion du monde de cyclisme sur route de la course en ligne 2013. Vainqueur des Tours de Suisse 2012, 2013 et 2014.
  - Dominic James, basketteur américain.
  - Nikita Kurbanov, basketteur russe. Vainqueur de l'Euroligue 2006.
  - Novica Veličković, basketteur serbe.
- 1987 :
  - Marino Cardelli, skieur alpin saint-marinais.
  - Michael Grabner, hockeyeur sur glace autrichien.
  - Kevin Mirallas, footballeur belge.
  - Brandan Wright, basketteur américain.
- 1988 :
  - Mickey Renaud, hockeyeur sur glace junior canadien. († 18 février 2008).
  - Sam Warburton, joueur de rugby à XV gallois. Vainqueur du Grand Chelem 2012 et du Tournoi des Six Nations 2013 puis du Challenge européen 2010. (74 sélections en équipe nationale).
- 1989 :
  - Peter Horne, joueur de rugby à XV écossais. (31 sélections en équipe nationale).
  - Travis Kelce, joueur de foot U.S. américain.
  - Daniele Ratto, cycliste sur route italien.
- 1990 :
  - Federico Delbonis, joueur de tennis argentin.
  - Maud Medenou, basketteuse française.
  - Ali Mabkhout, footballeur émirati. (74 sélections en équipe nationale).
- 1991 :
  - Tornike Shengelia, basketteur géorgien.
- 1992 :
  - Annika Bruhn, nageuse allemande. Championne d'Europe de natation du 4×200m nage libre mixte 2018.
  - Shane Larkin, basketteur américain.
  - Kevin Magnussen, pilote de F1 danois.
  - Cody Zeller, basketteur américain.
- 1993 :
  - Olivia Chance, footballeuse néo-zélandaise. (46 sélections en équipe nationale).
  - Chanathip Songkrasin, footballeur thaïlandais. (47 sélections en équipe nationale).
- 1996 :
  - Joanna Grisez, joueuse de rugby à XV et de rugby à sept française. (3 sélections avec l'équipe de France de rugby à XV).
  - Adam Hastings, joueur de rugby à XV écossais. (9 sélections en équipe nationale).

### XXIesiècle
- 2001 :
  - Matheus Martinelli, footballeur brésilien.
- 2003 :
  - Hu Hetao, footballeur chinois.
- 2005 :
  - Noah Nartey, footballeur danois.

## Décès

### XXesièclede1901à1950
- 1946 : 
  - Patrick Bowes-Lyon, 83 ans, joueur de tennis britannique. (° 5 mars 1963).

### XXesièclede1951à2000
- 1957 : 
  - José Andrade, 55 ans, footballeur uruguayen. Champion olympique aux Jeux de Paris 1924 et aux Jeux d'Amsterdam 1928. Champion du monde de football 1930. (34 sélections en équipe nationale). (° 1 octobre 1901).
- 1968 : 
  - Harry S. Freeman, 92 ans, hockeyeur sur gazon anglais. Champion olympique aux Jeux de Londres 1908. (° 7 février 1876).
- 1977 : 
  - Otto Fehlmann, 88 ans, footballeur suisse. (20 sélections en équipe nationale). (° 5 avril 1889).

### XXIesiècle
- 2002 : 
  - Chuck Rayner, 82 ans, hockeyeur sur glace puis entraîneur canadien. (° 11 août 1920).
- 2003 : 
  - Roger Bédard, 78 ans, hockeyeur sur glace puis entraîneur canadien. (° 5 mars 1925).
  - Dan Snyder, 25 ans hockeyeur sur glace canadien. (° 23 février 1978).
- 2007 : 
  - Vladimir Kuzin, 77 ans, skieur de fond soviétique puis russe. Champion olympique du relais 4×10km aux Jeux de Cortina d'Ampezzo 1956. Champion du monde de ski nordique du 30km et du 50km en ski de fond 1954. (° 15 juillet 1930).
- 2010 : 
  - Moss Keane, 62 ans, joueur de rugby à XV irlandais. Vainqueur des Tournois des Cinq Nations 1974, 1982 et 1983. (51 sélections en équipe nationale). (° 27 juillet 1948).
- 2011 : 
  - Peter Jaks, 45 ans, hockeyeur sur glace puis directeur sportif suisse. (146 sélections en équipe nationale). (° 4 mai 1966).
- 2014 :
  - Andrea De Cesaris, 55 ans, pilote de F1 italien (° 31 mai 1959).
- 2021 :
  - Budge Patty, 97 ans, joueur de tennis américain. Vainqueur du tournoi de Roland Garros 1950 et du Tournoi de Wimbledon 1950. (° 11 février 1924).